# Nuraxi 'e Cresia
Le nuraghe su Nuraxi 'e Cresia (en français, nuraghe de l'Église), est un nuraghe situé dans la commune de Barumini, dans la région traditionnelle de la Marmilla (it), dans la province de Sardaigne du Sud, en Sardaigne, en Italie. Il fait partie des 31 sites nuragiques sardes candidats à l'inscription sur la liste du Patrimoine mondial de l'Unesco, sélectionnés et présentés par la fondation Barumini, l'association La Sardaigne vers l'UNESCO et la région Sarde.

## Situation
Le nuraghe Nuraxi 'e Cresia est situé à Barumini, dans la Marmilla, dans la province du Medio Campidano. À proximité et au sud-ouest du bourg de Barumini se trouve le nuraghe Su Nuraxi, classé au Patrimoine mondial en 1997.

## Historique
Le nuraghe de l'Église a été découvert en 1990 lors des travaux de restauration de la Casa Zapata destinés à l'ouvrir aux visiteurs. Il s'agit d'une résidence des barons aragonais située au cœur de la ville et datée du XVIIe siècle. Sous le bâtiment sont apparus les murs d'un nuraghe complexe. Les murs porteurs du palais ont utilisé les structures nuragiques comme fondations. Le nuraghe a été baptisé Nuraxi 'e Cresia par l'archéologue sarde Giovanni Lilliu en raison de la proximité de l'église paroissiale de la Vierge immaculée. Les fouilles sont toujours en cours.

## Description
Le nuraghe est constitué d'une tour centrale, à laquelle ont été ajoutées trois tours latérales, réunies par des remparts droits et donnant au complexe un plan trilobé.
Bien que les constructions soient probablement antérieures, la principale période d'occupation du site semble avoir été au Bronze récent, d'environ 1200 à 1000 av. J.-C.